# Регистрационные знаки транспортных средств в Луганской Народной Республике
Автомобильные номера Луганской Народной Республики — номерные знаки, применявшиеся для регистрации автотранспорта на территории Луганской Народной Республики.

## История

### 2014—2016
После провозглашения ЛНР, в 2014—2016 годах на территориях Луганской области, подконтрольных самопровозглашённой республике, на автомобилях стали появляться самодельные номера, отличные от украинских.
В сентябре 2015 года были представлены образцы автомобильных номеров ЛНР, но их выдача не началась.
24 мая 2016 года Совет министров ЛНР утвердил внешний вид автомобильных номеров, а 17 июня началась их выдача.

### 2016—2022

Автомобильный номер ЛНР стандартного размера

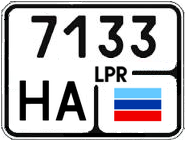
Номер полуприцепов и прицепов

В этот период номера ЛНР по размеру и шрифту стали аналогичны российским с трёхзначным кодом региона (например, 177 или 750, у которых правая часть несколько шире за счёт сужения левой). Для использования разрешены 12 букв русской кириллицы, имеющие графические аналоги в латинском алфавите — А, В, Е, К, М, Н, О, Р, С, Т, У и Х. В правой части всех номерных знаков, в обособленном четырёхугольнике, расположен флаг Луганской Народной Республики и под ним символ государственной принадлежности — надпись LPR. Порядок символов на обычных номерах строится по принципу 1 буква, 3 цифры, 2 буквы.
18 февраля 2017 года президент России Владимир Путин подписал указ о признании документов и номерных знаков, выданных в ДНР и ЛНР. Де-факто зарегистрированные там автомобили могли въезжать в Россию и раньше, но теперь это стало разрешено официально и без каких-либо возможных ограничений, вызванных непризнанным статусом республик.
Выдача номерных знаков шла медленно: по состоянию на 1 мая 2019 года известно только о 31 серии по 999 номеров в каждой по сравнению с 292 сериями в самопровозглашённой ДНР.

### С 2022 года
С октября 2022 года после присоединения Россией территории Луганской области Украины в качестве субъекта Российской Федерации — Луганской Народной Республики выдаются регистрационные знаки транспортных средств Российской Федерации с кодом региона 81, ранее принадлежавшим Коми-Пермяцкому автономному округу и выдававшимся вплоть до его объединения с Пермской областью в Пермский край в 2005 году. Также используется код региона 181.

## Типы номеров
Номера для автомобилей выполнены из покрытого светоотражающей плёнкой металла (кроме пластиковых транзитных) и имеют размеры 112x520 мм. Номера для мотоциклов, прицепов, тракторов и другой спецтехники изготавливаются аналогично, но их размеры составляют 185x245 мм. По краям номерного знака находятся два отверстия для его крепления. С 24 мая 2016 года предусмотрены следующие виды номерных знаков:
- Обычные (номерной знак «универсальный»)

Белый фон, чёрные символы. Формат: одна буква, три цифры, две буквы. Практически аналогичны российским автомобильным номерам с трёхзначным кодом региона.
- Для мотоциклов, мотороллеров, мопедов, самоходных дорожно-строительных и иных машин и прицепов (полуприцепов) к ним

Белый фон, чёрные символы. Формат: сверху четыре цифры, снизу две буквы, справа от них надпись LPR и под ней флаг ЛНР. Практически аналогичны российским номерам для мотоциклов.
- Министерство внутренних дел

Голубой фон, белые символы. Формат: одна буква, четыре цифры без пробелов. Практически аналогичны российским номерам для полиции.
- Министерство чрезвычайных ситуаций

Чёрный фон, белые символы. Формат: четыре цифры, две буквы  без пробелов. Практически аналогичны российским военным номерам.
- Номерные знаки «транзит»

Белый фон, чёрные символы, справа символика ЛНР на жёлтом фоне. Формат: две буквы, четыре цифры. По материалу и цветовой гамме практически аналогичны российским транзитным номерам действующего образца.
- Номерные знаки для разовых поездок

Утверждены 15 августа 2017 года. Частично напоминают российские бумажные транзитные номера. Белый фон, чёрные символы. Печатаются на листе бумаги формата А4, размер номерного знака составляет 185x245. Формат: сверху четыре цифры, снизу две буквы, справа от которых расположен прямоугольник для заполнения сведений об автомобиле, над которым находится надпись LPR. Выдаются бесплатно при снятии транспортного средства с учёта взамен прежних номерных знаков, под термином «разовая поездка» понимается следование транспортного средства к месту новой регистрации. Срок действия составляет два месяца. При этом номерные знаки «транзит» отменены не были и по-прежнему значатся в списке действующих.
- Номерные знаки для тракторов и транспортных прицепов

Данный тип номеров не упомянут ни в каком постановлении, однако он выдавался на соответствующую технику. По внешнему виду практически аналогичен российскому тракторному номеру, но в отдельном окне вместо кода региона буквенный код «LPR», флаг отсутствует.

### 2022 год
Постановлением Совета министров ЛНР от 9 августа 2022 года № 618/22 были введены изменения в систему государственных регистрационных знаков, а именно:
- регистрационные знаки «Для мотоциклов, мотороллеров, мопедов, самоходных дорожно-строительных и иных машин и прицепов (полуприцепов) к ним» были разделены по размеру — для мотоциклов, мотороллеров, мопедов предписывается применять знаки уменьшенного образца;
- введён новый тип знака «Для транспортного средства, имеющего на задней панели рамку с нестандартным местом крепления», аналогичный соответствующему типу знака в российских номерах;
- отменены пластиковые номерные знаки «Транзит».